# Василь (Семенюк)
Васи́лій (Семеню́к) (нар. 2 серпня 1949, Дора, нині в межах міста Яремче, Івано-Франківська область) — архієпископ і митрополит Тернопільсько-Зборівський УГКЦ (2011—2024), магістр богослов'я (1997), митрофорний протоієрей (1990).

## Життєпис
Василь Семенюк народився 2 серпня 1949 року в сім'ї Марії та Петра Семенюків у селі Дора поблизу м. Яремче (нині в його межах, Івано-Франківська область, Україна).
З 1969 до 1974 року навчався у підпільній духовній семінарії. Пізніше доповнив освіту в Люблінському католицькому університеті (Польща). У 1997 році отримав вчений ступінь магістра морального богослов'я. Паралельно навчався у Хустському лісотехнікумі, працював диспетчером газового управління в м. Яремче.
22 грудня 1974 року Владика Володимир Стернюк висвятив його на священника. У 1975 році о. Василь був призначений «опікуном» зруйнованої більшовиками Зарваниці (Тернопільщина). У тому самому році з благословення Високопреосвященного Владики Володимира Стернюка став ректором підпільної духовної семінарії (до 1990 року.
У 1989 році о. Василя Семенюка та ще 11-х священників скерували на Тернопільщину для легалізації УГКЦ. У 1990 році призначений ректором Тернопільської вищої духовної семінарії імені Патріарха Йосифа Сліпого (був ним до 20?? року); у 1993 році — протосинкелом (помічником) Тернопільської єпархії. З благословення Правлячого Архієрея Тернопільської єпархії відбудовує Марійський духовний центр у Зарваниці.
10 лютого 2004 року Святіший Отець Іван-Павло II ухвалив рішення Синоду Єпископів Української греко-католицької церкви і призначив всесвітлішого о. Василя Семенюка Єпископом-помічником Тернопільсько-Зборівської єпархії, уділяючи йому титулярний престол Кастра Северіана.
3 квітня 2004 року в Катедральному соборі Непорочного Зачаття Пресвятої Богородиці в Тернополі відбулася архієрейська хіротонія Преосвященного Владики Василя Семенюка — єпископа-помічника Тернопільсько-Зборівського. Головним святителем був Блаженніший Любомир, співсвятителями — Преосвященний Владика Михаїл Сабрига, Єпарх Тернопільсько-Зборівський, та Преосвященний Владика Гліб Лончина, Апостольський візитатор для українців греко-католиків Італії, Прокуратор Верховного Архиєпископа в Римі.
З 19 жовтня 2006 року — правлячий архієрей Тернопільсько-Зборівської єпархії УГКЦ, а з 21 листопада 2011 року  — архієпископ і митрополит Тернопільсько-Зборівський.
17 жовтня 2024 року у Ватикані повідомлено про те, що Отець і Глава Української Греко-Католицької Церкви Блаженніший Святослав за згодою Синоду прийняв зречення з уряду Василя Семенюка, дотеперішнього митрополита і архієпископа Тернопільсько-Зборівського, а на його місце Святіший Отець поблагословив рішення Синоду Єпископів УГКЦ призначити владику Теодора Мартинюка.

## Нагороди
- Державна премія України в галузі архітектури (2005),
- відзнака Тернопільської міської ради (2008),
- орден «За заслуги» 3-го ступеня (2009)[4].
- лауреат конкурсу «Людина року-2018» (Тернопільщина)[5]

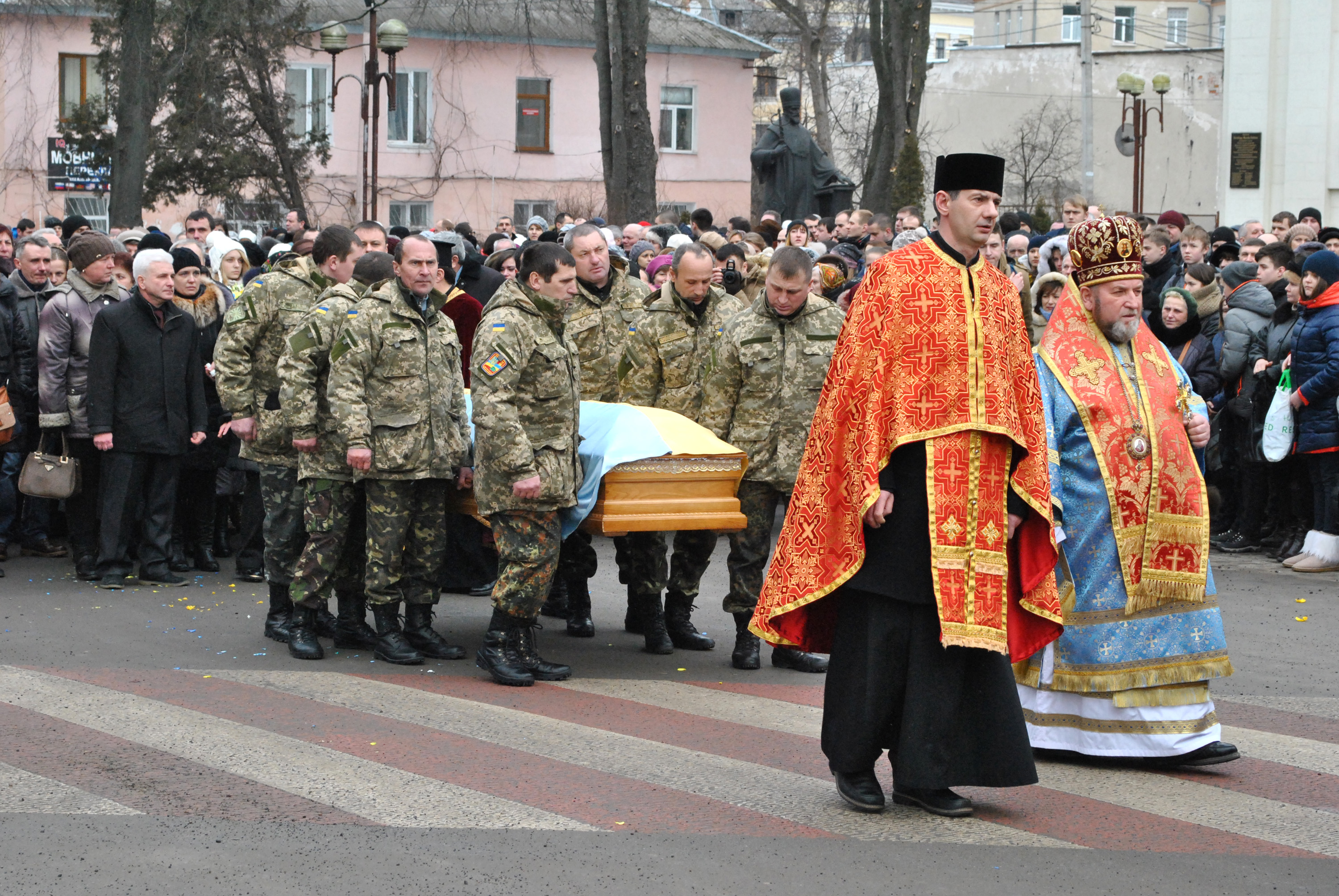
Під час похорону героя Олександра Орляка (11.02.2015)
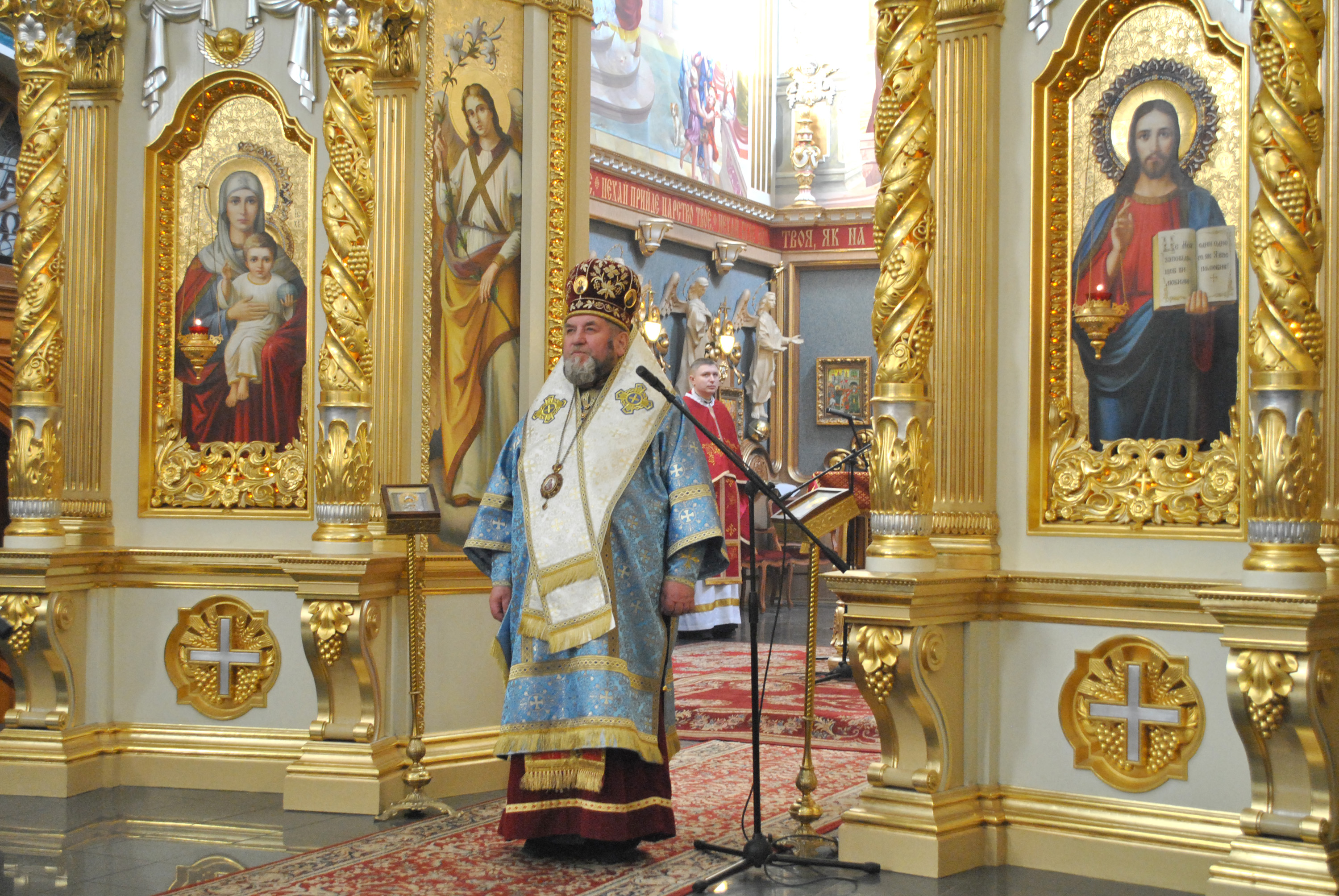
Під час Літургії в Архікатедральному Соборі Непорочного Зачаття Пресвятої Діви Марії в Тернополі (10.03.2015)
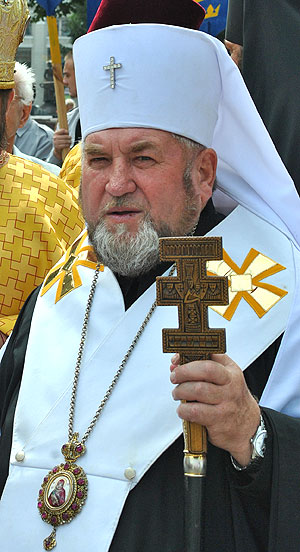